# Monika Długa
Monika Długa (ur. 4 lub 5 sierpnia 1978) – polska lekkoatletka, sprinterka.

## Kariera
Największe sukcesy odnosi w sztafecie 4 × 100 metrów:
- brązowy medal Młodzieżowych Mistrzostw Europy w Lekkoatletyce (Göteborg 1999)
- złoty medal Mistrzostw Polski seniorów w lekkiej atletyce 2000 (w barwach AZS AWF Gdańsk, od kilku lat reprezentuje barwy LKS Ziemi Puckiej)

## Rekordy życiowe
- bieg na 100 m – 11.64 (2000)
- bieg na 200 m – 24.33 (2000)
- bieg na 60 m (hala) – 7.45 (2001)